# Christophe Levantal
Christophe Levantal (* 26. Juni 1953 in Paris) ist ein französischer Historiker.
Er ist Spezialist für die Geschichte der Institutionen, des Hauses Bourbon, des Hochadels und insbesondere Ludwigs XIV., dem er mehrere Werke gewidmet hat.
Christophe Levantal hat in Literaturwissenschaften promoviert (Université Paris IV Sorbonne) und einen Abschluss in Rechtswissenschaften (Université Paris 1 Panthéon-Sorbonne). Als unabhängiger Forscher, wissenschaftlicher Herausgeber, ehemaliger Chefredakteur und Gründer der Zeitschrift Études Bourboniennes war er Mitarbeiter mehrerer Verlage.

## Werke (Auswahl)
- La Robe contre l'Épée ? La noblesse au XVIIe siècle, 1600–1715, Kindle, 1987, ISBN 978-2-307-12389-7-
- Ducs et Pairs et Duchés-Pairies laïques à l’époque moderne (1519–1790) : dictionnaire prosographique, généalogique, chronologique, topographique et heuristique, Maisonneuve & Larose, 1996, ISBN 978-2-706-81219-4
- La Route royale : Le voyage de Philippe V et de ses frères de Sceaux à la frontière d'Espagne (décembre 1700–janvier 1701), mit Jean-Georges Lavit, Kindle Edition, 1996, ISBN 978-2-402-05561-1
- La Route des princes : Le voyage des ducs de Bourgogne et de Berry de la frontiére espagnole jusqu’à Versailles , Sicre Edition, 2001, ISBN 978-2-914-35222-2
- Louis XV ou le scepticisme politique, mit Jean Meyer, Sicre Edition, 2003, ISBN 978-2-914-35258-1
- Louis XIV. Chronographie d’un règne, 2 Bände, Infolio, 2009, ISBN 978-2-884-74151-4
- Louis XIV. Lumières sur le Roi-Soleil, Riveneuve, 2015, ISBN 978-2-360-13276-8
- Louis XIV voyageur, CNRS Éditions, 2019, ISBN 978-2-271-11793-9 – Prix Eugène Colas 2020 de l’Académie française